# Terra Nera
Terra Nera was een Nederlandse a-capellazanggroep opgericht in 1987 die traditionele muziek uit de Balkan op het repertoire had staan.
De leden van de groep waren oprichter en beeldend kunstenaar Bas van der Poll, Anneke van der Poll, Josée van Iersel, Mariëlle Tromp, Ronald Borremans en Ruud van de Berg.
Terra Nera bracht in 1990 één album onder gelijknamige titel uit (bij BMG Ariola Benelux B.V.), geproduceerd door Martin Duiser en gearrangeerd door Hans Hollestelle.

## Discografie

### Album
Terra Nera (1990)
1. Ant'aman Pallikari (4:04)
2. Glava Li Ta Boli, Sino Moi (4:07)
3. Oj Ti Koljo Mamin Koljo (3:21)
4. Mari Mariiko (2:55)
5. Pevano Kolo (3:32)
6. Jensenje Lisce (3:26)